# Chrysocephalum
Chrysocephalum là một chi thực vật có hoa trong họ Cúc (Asteraceae).

## Loài
Chi Chrysocephalum gồm các loài: